# Holowyne
Holowyne (ukrainisch Головине; russisch Головино Golowino, polnisch Hołowin) ist eine Siedlung städtischen Typs in der ukrainischen Oblast Schytomyr mit etwa 1700 Einwohnern (2024).

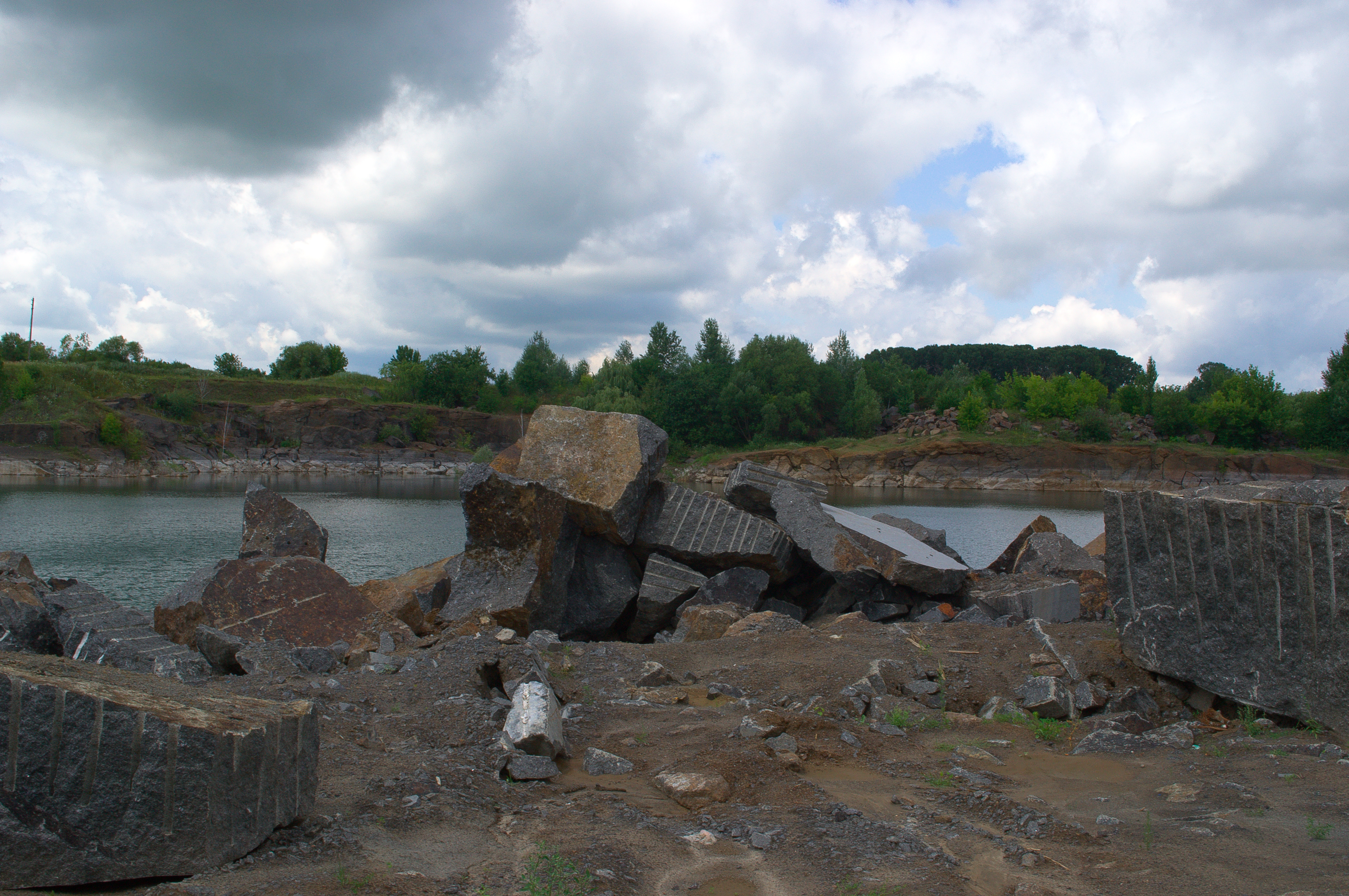
Naturdenkmal Labradoritsteinbruch bei Holowyne

Holowyne wurde 1894 im Zusammenhang mit der Inbetriebnahme eines Granit- und Labradoritsteinbruchs gegründet und erhielt 1981 den Status einer Siedlung städtischen Typs. Holowyne liegt an der Territorialstraße T–06–05 13 km östlich vom ehemaligen Rajonzentrum Tschernjachiw und 36 km nordöstlich vom Oblastzentrum Schytomyr.
Am 12. Juni 2020 wurde die Siedlung ein Teil der neugegründeten Siedlungsgemeinde Tschernjachiw, bis dahin bildete sie die gleichnamige Siedlungsratsgemeinde Holowyne (Головинська селищна рада/Holowynska selyschtschna rada) im Osten des Rajons Tschernjachiw.
Am 17. Juli 2020 kam es im Zuge einer großen Rajonsreform zum Anschluss des Rajonsgebietes an den Rajon Schytomyr.